# Pessinetto
Pessinetto là một đô thị ở tỉnh Torino trong vùng Piedmont, có vị trí cách khoảng 35 km về phía tây bắc của Torino, nước Ý. Tại thời điểm ngày 31 tháng 12 năm 2004, đô thị này có dân số 625 người và diện tích là 5,4 km².
Pessinetto giáp các đô thị: Monastero di Lanzo, Ceres, Mezzenile, Lanzo Torinese, Traves, và Germagnano.